# Kanewskaja
Kanewskaja (russisch Каневска́я; ukrainisch Канівська (Kaniwska)) ist eine Staniza in der südrussischen Region Krasnodar mit 44.386 Einwohnern (Stand 14. Oktober 2010).

## Geographie
Die Staniza liegt im Norden des Kuban-Gebietes, knapp 130 km nördlich der Regionshauptstadt Krasnodar am linken Ufer des Flusses Tschelbas. Als Staniza, also Kosakensiedlung, gilt der Ort trotz der einer Mittelstadt entsprechenden  Einwohnerzahl formal als ländliche Siedlung, und ist als solche seit der Umwandlung von Ordschonikidsewskaja in Inguschetien in eine Siedlung städtischen Typs 2015 (Stadtrechte 2016 als Sunscha) größte dieser Art in Russland. Jenseits des Tschelbas schließt sich unmittelbar die Staniza Staroderewjankowskaja an, mit der zusammen Kanewskaja ein zusammenhängendes Siedlungsgebiet mit knapp 60.000 Einwohnern bildet.
Die Staniza Kanewskaja ist Verwaltungszentrum des gleichnamigen Rajons Kanewskaja (Kanewski).

## Geschichte
Die Staniza wurde 1794 als eine der ersten 40 Kosakensiedlungen im Kubangebiet gegründet. Hier siedelten sich zunächst 1100 ehemalige Saporoger Kosaken an und benannten die neue Staniza nach der Stadt Kaniw, russisch Kanew, am Dnepr.
Im Zweiten Weltkrieg wurde die Staniza Kanewskaja im August 1942 von der deutschen Wehrmacht während ihres Vorrückens vom Don in den Nordkaukasus besetzt und am 5. Februar 1943 von der Roten Armee zurückerobert.

### Bevölkerungsentwicklung
| Jahr | Einwohner |
| ---- | --------- |
| 1794 | 1.100     |
| 1849 | 3.500     |
| 1875 | 4.900     |
| 1897 | 9.400     |
| 1926 | 15.600    |
| 1939 | 14.812    |
| 1959 | 19.223    |
| 1970 | 29.235    |
| 1979 | 31.690    |
| 1989 | 37.245    |
| 2002 | 44.755    |
| 2010 | 44.386    |

Anmerkung: ab 1897 Volkszählungsdaten (1897–1926 gerundet)

## Kultur und Sehenswürdigkeiten
In Kanewskaja steht die ab 1902 erbaute und 1912 geweihte russisch-orthodoxe Mariä-Schutz-und-Fürbitte-Kathedrale (Свято-Покровский собор/Swjato-Pokrowski sobor).
In den 1990er Jahren wurde ein „Eispalast“ („Ledowy dworez“) errichtet, die erste Eissporthalle Südrusslands. Es gibt einen kleinen Zoo.

## Wirtschaft und Infrastruktur
Die Staniza ist Zentrum eines wichtigen Landwirtschaftsgebietes mit überwiegendem Getreideanbau. In der Staniza gibt es mehrere Betriebe zur Verarbeitung landwirtschaftlicher Produkte (Fleischverarbeitung, Zuckerfabrik, Backwarenherstellung), sowie ein Werk für Gasapparaturen.
Kanewskaja liegt an der Eisenbahnstrecke Rostow am Don–Krasnodar (Streckenkilometer 1501 ab Moskau), die auf dem Abschnitt Starominskaja–Timaschewskaja, an dem auch Kanewskaja liegt, 1915 als Nebenstrecke eröffnet wurde. 1964 wurde die Strecke mit Inbetriebnahme des Lückenschlusses Bataisk–Starominskaja Teil der kürzeren Direktverbindung und Hauptstrecke von Norden nach Krasnodar und weiter zu den Kurorten an der Schwarzmeerküste. Die Strecke wurde 1972 elektrifiziert. Durch den Ort führt auch die Regionalstraße R268 von Bataisk nach Krasnodar.
Bei Kanewskaja steht seit 1979 ein 350 Meter hoher Fernseh- und UKW-Sendemast.